# Stan Zvezda
Stan Zvezda – polski zespół muzyczny grający muzykę w nurcie punk rocka i jeden z pierwszych w kraju pośród tworzących w nurcie psychobilly oraz powiązanych takich jak rockabilly, rock and roll. Założony został w 1983 r. pod koniec pierwszej połowy lat 80. XX wieku w Warszawie. Kapela koncertowała oraz brała udział w kilku festiwalach, takich jak Jarocin Festiwal, Róbrege, czy Poza Kontrolą. Wydany został oficjalnie jeden album zespołu, jedno nieoficjalne wydawnictwo oraz jego utwory zamieszczone na kilku składankach.

## Historia

### Założenie zespołu i okres gry w stylu hc/punk
Zespół muzyczny Stan Zvezda założony został w Warszawie z inicjatywy grupy osób uczęszczających do jednego z tamtejszych liceów. Miało to miejsce pod koniec pierwszej połowy lat 80. XX wieku, a według niektórych opracowań w 1983 r.. Pierwszy okres prób muzycznych trwał około jednego roku, po którym formacja sporo koncertowała, między innymi wspólnie z zespołem TZN Xenna. Zespół występował na festiwalu w Jarocinie, w 1984 r. i 1985 r., jednak bez większego sukcesu. Ówczesny repertuar grupy zaliczany był do punk rocka, a styl grania był stosunkowo ostry, czadowy, inspirowany twórczością takich zespołów jak między innymi Discharge, GBH, The Exploited, The Clash czy Sex Pistols, sięgający wręcz do hardcore punk. Był to też okres bardzo ortodoksyjnego podejścia do punk rocka przez zespół. Jednym z przejawów takiej postawy była odmowa kapeli kontaktowania się z mediami i sprzeciw temu, by ich utwory puszczano w radiu. W 1985 r. ukazuje się kaseta demo z nagraniami punkowych dokonań zespołu. W 1986 r. zespół wystąpił na festiwalu „Święto Twojej Muzyki” w Chodzieży. Festiwal podzielony był na bloki tematyczne. Jednym z nich był punk i post–punk, w ramach którego wystąpił Stan Zvezda obok takich zespołów jak Ręce Do Góry, Anti Armia, Deuter.

### Okres po zmianie stylu i zakończenie działalności
Po tym okresie nastąpiły zmiany w składzie grupy. Od 1986 r. na wokal trafia Jacek Milczarek, w miejsce dotychczasowego, który odszedł z zespołu. Nowy wokalista od razu trafił na scenę nie znając jeszcze tekstów utworów tak, że podczas występów w Trójmieście śpiewał czytając teksty z kartki. Rok 1987 to kolejny występ zespołu na jarocińskim festiwalu, który odbywał się w dniach od 5 do 8 sierpnia, ale już w nowym składzie i z nowym, odmiennym stylistycznie, repertuarem zaliczanym do psychobilly i rock and roll, określone także jako punkowe rockabilly. Taki kierunek działań artystycznych zainicjował wspominany wyżej Jacek Milczarek. Ta zmiana przyniosła grupie zarówno krytykę z jednej strony, jak i uznanie innych grup słuchaczy. Był to pierwszy zespół grający w nurcie psycho na festiwalu w Jarocinie. Zespół wystąpił jako jeden z pretendentów zakwalifikowanych spośród  273 kandydatur. Wzbudził wówczas bardzo duży entuzjazm. Pojawia się także pewien sukces. Kapela zajmuje czwarte miejsce z 430 głosami w plebiscycie publiczności (przyznanych także kolejno od pierwszego miejsca takim zespołom jak Detonator BN (1.078 głosów), Wańka Wstańka (854 głosy), Wilczy Pająk (441 głosy) oraz otrzymuje nagrodę ufundowaną i przyznaną przez Magazyn Muzyczny – Jazz. Otrzymuje także jedną z siedmiu równorzędnych nagród, przyznaną między innymi także zespołom takim jak Aurora, Kolaboranci - Kolaborawo, Chłopcy z placu broni, Wilczy Pająk. Zespoły te wystąpiły na koncercie finałowym festiwalu, a Stan Zvezda otrzymał na nim wspominaną nagrodę Magazynu Muzycznego – Jazz. Zespół udzielił wówczas wywiadu w programie Polskiego Radia, studio w Warszawie, prowadzonym pod tytułem „Muzyka nocą” przez Andrzeja Pawła Wojciechowskiego. Wokół zespołu tworzy się i skupia kilkunastoosobowa załoga. W jej skład wchodzą również muzycy z innych zespołów, w tym Kuba Panow, ówcześnie Poker Face, (późniejszy członek Stanu Zvezda), Rafał Ciszewski z Monsters (Szwajcaria) oraz z Poker Face, Mariusz Zych (Zyziu) z pierwszego składu formacji, a wówczas już w The Klaszcz czy Szymon Jaworski. Po festiwalu nastąpiły pewne zmiany personalne w grupie. Już jako gwiazda formacja uczestniczy także w innych wydarzeniach muzycznych, między innymi na festiwalu Róbrege oraz Poza Kontrolą, edycja '87. W tym ostatnim gra już w kolejnym, nowym składzie.
W 1988 ukazała się nieoficjalna publikacja pod tytułem „Wyjdź na ulicę”, na kasecie magnetofonowej. Zespół w tym czasie koncertuje, a sami muzycy przyznają, że na ich koncertach często dochodzi do przemocy, więcej niż na koncertach innych kapel, choć ówcześnie było to zjawisko powszechne. Jest to też okres, gdy w ramach warszawskiej sceny kapela „przynależy” do obozu związanego z klubem „Remont”, będącego w pewnej opozycji, antagonizmie do obozu związanego z klubem „Hybrydy”. Kapela występowała również na „Letniej zadymie w środku zimy” organizowanej przez Jerzego Owsiaka. W planach było również nagranie materiału do albumu muzycznego dla Klubu Płytowego "Razem", jednak plany te nie ziściły się i kapela kończy działalność w 1989 r., głównie z powodów życiowych, konieczności utrzymywania się, czego działalność w zespole nie nastawionym na sukces komercyjny, nie zapewniała.
Po rozpadzie kapeli jednej z jej członków – Wojtek Frączak (Franek) – wyjechał na studia do Francji, gdzie grał w kapeli, która wykonywała między innymi niektóre utwory zespołu Stan Zvezda w języku francuskim (brak informacji o nazwie własnej zespołu). Zaś Jacek Milczarek wyjechał do Holandii, gdzie zarabiał między innymi występując w metrze, gdzie grał na gitarze.

### Reaktywacja i dalsza działalność
Reaktywacja zespołu następuje w 2001 r.. Muzycy wówczas dużo koncertują. Pośród tych występów jeden z nich miał miejsce na koncercie w całości poświęconej muzyce psycho, gdzie obok Stanu Zvezda na jednej scenie wystąpili także: Skarpeta, Astro Zombies i inni. W dniach od 6 do 8 lutego 2003 r. zespół wchodzi do studia nagraniowego – StudioX w Olsztynie – gdzie nagrywa materiał do albumu. Przy czym większość utworów to kompozycje sprzed lat w nowym, energetycznym wykonaniu, choć nie wszystko tu uznaje się za udane. Był to pierwszy, wydany oficjalne album muzyczny, który ukazuje się w 2003 r. Jest to w zasadzie debiut kapeli na rynku fonograficznym, który nastąpił po 20 latach od powstania zespołu. Otrzymał on tytuł „Bal szkieletów”.
Przykładowe koncerty, na których występował Stan Zvezda, miejsce, ewentualna nazwa wydarzenia oraz wykonawcy muzyczni z którymi kapela miała okazję grać na jednej scenie:
- 2001-09-16: Warszawa, Centralny Dom Qultury, „Psychotic Night”, pozostali wykonawcy – Skarpeta, Death Valley Surfers (Anglia), Astro-Zombies (Francja)[7][36]
- 2002-04-25: Warszawa, Centralny Dom Qultury, pozostali wykonawcy – The Movement, Furillo[37]
- 2002-10-24: Łódź, Dekompresja, „Street Punk Meeting 2002”, pozostali wykonawcy – The Analogs, Los Fastidios (Włochy)[38]
- 2002-12-07: Warszawa, Punkt, „Saturday Psychobilly Night”, pozostali wykonawcy – Neony, Robotix, Mad Heads[39]
- 2003-03-15: Warszawa, Punkt, „Saturday Psychobilly Night II”, pozostali wykonawcy – Komety, Ot Vinta (Ukraina), Ripmen (Niemcy), Robotix, Haberbush '46, Werwolf 77[40][41][42]
- 2003-06-22: Gdynia, klub Ucho, pozostali wykonawcy – Komety, 150 Watts[43]
- 2003-10-25: Warszawa, Punkt, „Saturday Psychobilly Night III”, pozostali wykonawcy – Pavulon Twist, Bad Reputation (Niemcy)[44]
- 2003-10-31: Gdynia, klub Ucho, „Noc żywych trupów”, pozostali wykonawcy – hell bikini girls, Teksańska masakra piłą łańcuchową[45]
- 2004-06-18: Warszawa, Park Skaryszewski, muszla koncertowa, „Święto Muzyki”, pozostali wykonawcy – Incognito, Arytmia, Los Trabantos[46]
- 2004-11-27: Warszawa, Punkt, „Saturday Psychobilly Night VIII”, pozostali wykonawcy – Death Valley Surfers, Robotix[47].

Warto także wspomnieć o innych występach zespołu. W 2003 r. Stan Zvezda miał okazję występować w warszawskiej Stodole, gdzie supportował gwiazdę wieczoru – zespół Lady Pank. W tym samym roku razem z Robotix zespół miał okazję wystąpić na nieco nietypowej imprezie odbywającej się pod dewizą „CookKing Clash”, edycja IV, w Centralnym Dom Qultury, związanej z gotowaniem posiłków w domu i częstowaniem uczestników własnymi specjałami.

## Skład

### Członkowie zespołu
Członkowie zespołu z różnych okresów czasu, funkcje i instrumenty muzyczne:
- Andrzej Sagański[9] (pseudonim / ksywka – Sagan[10]) – gitarzysta (gitara)[9][10]
- Dariusz Korkosz[7][9][23][49] – perkusista (perkusja)[7][9][49]
- Grzegorz Staszko[50] (pseudonim / ksywka – Grześ Staszko[23][50], Grześ Zvezda) – basista (gitara basowa), wokal w tle[50]
- Jacek Milczarek[9][23][51][52] (pseudonim / ksywka – Jaco Zvezda[51][52]) – wokal[9][51][52], harmonijka[52]
- Krzysztof Banasik (pseudonim / ksywka – Banan) – basista (gitara basowa), multiinstrumentalista[7][9][10]
- Kuba Panow[7][23][24] – wokal[24], basista (gitara basowa)[7]
- Marek Kulesza (pseudonim / ksywka – Postęp) – basista (gitara basowa)[2][7]
- Mariusz Zych (pseudonim / ksywka – Zyziek, Zyziu) – basista (gitara basowa)[7][10]
- Piotr Falkowski[23][53][54] (pseudonim / ksywka – Fala Zvezda[53][54]) – perkusista (perkusja), wokal w tle[54]
- Robert Dziura[55] (pseudonim / ksywka – Dziurka Zvezda[23][55]) – gitarzysta (gitara), wokal w tle[55]
- Robert Sokołowski (pseudonim / ksywka – Sajmon) – wokal[2][7]
- Wojtek Frączak (pseudonim / ksywka – Franek) – gitarzysta (gitara)[2][7][10]
- Wojtek Szewko – basista (gitara basowa)[7].

### Składy w różnych momentach czasu
Pierwszy skład zespołu wygadał następująco: Wojtek Frączak – gitarzysta, Robert Sokołowski – wokal, Marek Kulesza - basista i Darek Korkosz – perkusista . Pod koniec 1988 r. skład zespołu był następujący: Jacek Milczarek (wokalista), Krzysztof Banasik (basista), Darek Korkosz (perkusista) i Andrzej Sagański (gitarzysta), w 1989 r. przed rozpadem: Jacek Milczarek, Banan, Darek Korkosz, Andrzej Sagański i Franek. Zaś skład kapeli w momencie nagrywania materiału do albumu w 2003 r. wyglądał następująco: Grzegorz Staszko (gitara basowa, gitara akustyczna, wokal w tle, chórki), Piotr Falkowski (perkusja, fortepian, wokal w tle, chórki), Robert Dziura (gitary, wokal w tle, chórki), Jacek Milczarek (wokal, harmonijka). Oprócz wymienionych muzyków z podstawowego składu w pracach udział wzięli goście, a mianowicie: Włodek Kuper (akordeon), Adam Wilk – Wolffshantze (klaskanie), Marcin Kiełbaszewski (fortepian, akordeon).
Zdarzało się, że podczas występów zespołu występowały także wokalistki, jako wokal towarzyszący, w tle, jak to miało miejsce przykładowo w 2002 r. na „Saturday Psychobilly Night”.

## Powiązania
Grupę w różnych okresach czasu współtworzyli muzycy, którzy uczestniczyli także w innych projektach muzycznych. Można tu wymienić między innymi następujące formacje i muzyków:
- Armia – Krzysztof Banasik[2][7][9][60][61]
- Deuter – Piotr Falkowski[62]
- Falarek Band – Piotr Falkowski[28][53]
- Houk – Piotr Falkowski[28][53]
- Immanuel – Krzysztof Banasik[60]
- Izrael – Krzysztof Banasik[2][9][60]
- Kult – Piotr Falkowski[53][62], Krzysztof Banasik[2][7][9][10][60][61]
- Marylin Monroe – Jacek Milczarek[12]
- New Dada Łofcy Dreduf – Jacek Milczarek[2][9]
- Nowy Świat – Dariusz Korkosz[49]
- Parter Mozg – Grzegorz Staszko, Robert Dziura[7]
- Partia – Wojtek Szewko[7], Grzegorz Staszko[63]
- Poker Face – Kuba Panow[7][10][24]
- Scum City SS – Kuba Panow[24]
- Soulburners – Kuba Panow[24]
- Stylova – Jacek Milczarek, Robert Dziura[64]
- The Klaszcz - Mariusz Zych[7][10][25][65]
- TZN Xenna – Krzysztof Banasik[60].

W tym kontekście warto także wspomnieć, że Dariusz Korkosz grał także w jednej kapeli z Jerzym Owsiakiem, który w niej śpiewał (nie podano nazwy tego zespołu).
Grzegorz Staszko i Kuba Panow mieli okazję występować w chórkach razem z zespołem Starzy Singers przy realizacji albumu „Ombreola” z 1997 r.. Z kolei razem z kapelą Stan Zvezda występowali gościnnie muzycy powiązani w różnych stopniu z takimi kapelami jak Horpyna – Włodek Kuper, czy Łydka Grubasa, Thelema, Arysta, Eye for an Eye – Marcin Kiełbaszewski. Z kolei Jacek Milczarek uczestniczył we współtworzeniu fanzinu „DadA”. W tych działaniach współuczestniczył także między innymi Kuba Wojewódzki. Krzysztof Banasik brał udział w zespole tworzącym performens wizualno-muzyczny z 2017 r. pod tytułem „Suknia Wandzi Azbestowa”, razem z Igorem Buszkowskim (Igor Buszkowski na żywo, Projekt Elektryczny, Jak Wolność To Wolność, Buzu Squat) oraz Małgorzatą Katarzyną Sobczyk (Los Trabantos, Kasia i Wojtek, Jak Wolność To Wolność, Praffdata).
Jeśli chodzi o powiązania z różnymi zespołami, inne niż wyżej wymienione powiązania personalne, to pewien wybiórczy obraz można poznać na podstawie listy kapel, które zespół Stan Zvezda przy okazji wydania w 2003 r. albumu „Bal szkieletów” pozdrowił, a mianowicie – Poker Face, Partia, Komety, Robotix, Skarpeta, Trawnik, The Analogs, Nowy Świat, Junke Train, Bang Bang.

## Twórczość
Twórczość i muzyka realizowane przez zespół różnią się w zależności od okresu działalności. Początkowo był to punk rock i to w stosunkowo ostrym wydaniu, sięgającym niekiedy hardcore punk. Później nastąpiła zmiana stylistyczna i zaliczane są one do nurtu psychobilly, a także rockabilly i rock and roll, czy wręcz coś co można określić jako punkowy rock and roll. Niektóre, pojedyncze utwory potrafią także zbliżać stylistyką do odmiennych klimatów takich nurtów muzycznych jak blues czy country. Po reaktywacji, gdy kapela grała stare utwory i pierwsze utwory nowe, to muzycy twierdzili, że budują nowe brzmienia i nie jest to już psychobilly. Wobec kapeli pojawia się także określenie jako formacji post-punkowej.
Zespół wykonywał kompozycje własne oraz covery utworów innych wykonawców muzycznych we własnych aranżacjach. W tym aspekcie warto wskazać, że w albumie „Bal szkieletów” ujęto następujące covery: „Idę po ulicy” – Long Tall Texans, „Święty szczyt” – Kryzys / Deadlock, „Misirlou” – Fred Wise, Milton Leeds, S.K. Russell, Nicholas Roubanis, „Gloria” – Them. Jeśli chodzi o pisanie tekstów do piosenek zespołu to udział w tym mieli Jacek Milczarek, jego brat Przemek Milczarek, a swój wkład miał też Kuba Panow.
W okresie pierwszym działalności grupy, gdy zespół grał ostrego punk rocka, jej liderem, autorem tekstów i muzyki był Wojtek Frączak – Franek. W wyrażanych opiniach pojawia się pogląd, że był on jednym z bardziej kreatywnych gitarzystów w obrębie sceny warszawskiej.
Po twórczość zespołu Stan Zvezda sięgnał przykładowo Uliczny Opryszek, który wykonał własną aranżację utworu „Chuligan”. Została ona zamieszczona w albumie „Na Zawsze Punk 2” z 2017 r.. Inny tego typu przykład to własna interpretacja utworu „Król filperów” zrealizowana przez formację Komety oraz przez grupę Partia.

## Dyskografia

### Albumy zespołu
Albumy muzyczne zespołu Stan Zvezda:
- demo: rok wydania – 1985[2]
- „Wyjdź na ulicę”: rok wydania – 1988, wydawca – Studio Ultimatum (identyfikator albumu – U-016), nośnik danych – jedna kaseta magnetofonowa[2][26][27]
- „Bal szkieletów”: rok wydania – 2003, wydawca – Cosmic Records (identyfikator albumu – 01/03), nośnik danych – jedna płyta kompaktowa[2][6][28][33][34] (premiera – 7.06.2003 r.[6][28]).

### Składanki
Składanki, kompilacje, w ramach których zamieszczono minimum jeden utwór muzyczny zespołu Stan Zvezda:
- „Jarocin' 85”: rok wydania – 1985, wydawca – Polish H-C (identyfikator albumu – 007), nośnik danych – jedna kaseta magnetofonowa, utwory – B11 „We Are Future Of Nation”, B12 „Evil”, B13 „Where Are They?”[75]
- „Punks, Skins & Rude Boys Now! Vol. 8”: rok wydania – 2002, wydawca – Jimmy Jazz Records (identyfikator albumu – 8), nośnik danych – jedna płyta kompaktowa, załączona do fanzinu „Garaż” numer 18, utwór numer 11 pod tytułem „Vampir” oraz utwór numer 26 pod tytułem „Idę po ulicy”[76]
- „Psycho Attack Over Poland”: rok wydania – 2004, wydawca – Jimmy Jazz Records (identyfikator albumu – JAZZ 064), nośnik danych – jedna płyta kompaktowa, utwór numer 4 pod tytułem „James Dean”[77]
- „Saturday Psychobilly Night (rock'n'roll party) - CosmicCompilation 2003/2004”: rok wydania – 2004, wydawca – Cosmic Records (identyfikator albumu – CCD 001), nośnik danych – jedna płyta kompaktowa, utwór numer 3 pod tytułem „Psychoman”[78][79]
- „Tribute to Partia”: rok wydania – 2005, wydawca – Jimmy Jazz Records (identyfikator albumu – JAZZ 083), nośnik danych – jedna płyta kompaktowa, utwór numer 7 pod tytułem „Kobiety”[80]
- „Dolina Lalek: Tribute to Kryzys vol. 2”: rok wydania – 2006, wydawcy – W moich oczach, Manufaktura Legenda (identyfikatory albumu, odpowiednio – ML 5, VEGCD 3538), nośnik danych – jedna płyta kompaktowa, utwór numer 10 pod tytułem „Święty Szczyt”[81][82]
- „Beats Of Freedom = Zew Wolności”: rok wydania – 2010, wydawca – Warner Music Poland (identyfikator albumu – 65741863), nośnik danych – dwie płyty kompaktowe, CD2, utwór numer 8 pod tytułem „Walcz” (ścieżka dźwiękowa z filmu „Beats of Freedom – Zew wolności”)[83]
- „Partia – 2 CD Box”: rok wydania – 2010, wydawca – Jimmy Jazz Records (identyfikator box – JAZZ Box 001; identyfikatory albumów – JAZZ 083, JAZZ 141), nośnik danych – dwie płyty kompaktowe, CD2, utwór numer 7 pod tytułem „Kobiety”[84].

## Odbiór i opinie
W początkowym okresie działalności zespołu prezentowana muzyka należała do nurtu ostrego punk rocka i w zasadzie nie wyróżniała się czymś szczególnym pośród sporej liczny działających wówczas kapel. Według niektórych opinii kapela ówcześnie stała w drugiej linii z takimi zespołami jak Czterech Kopniętych i Fred oraz Salt 10, nieco za linią pierwszą, do której należały takie formacje jak TZN Xenna, Dezerter i Deuter.
Zmiany w tej twórczości w kierunku psychobilly wyróżniły zespół na polskiej scenie, tym bardziej, że był on jednym z pierwszych, o ile nie pierwszym, który w kraju tworzył w tym nurcie, dzięki czemu bywa nazywany prekursorem psycho w Polsce, który zaszczepił ten styl na polskiej scenie muzycznej. Choć po latach ze względu na długi staż formacja otrzymała także łatkę weteranów polskiego psychobilly. Zmiany w składzie jakie wystąpiły w drugiej połowie lat 80. XX wieku sprawiły, że gra zespołu pod względem czysto technicznym weszła na znacznie wyższy poziom, z bardzo dobrze brzmiącymi instrumentami i wokalem. To jednak nie odebrało muzyce świeżości, żywiołowości, naturalności i dużej dawki pozytywnej energii. W tej nowej fazie kompozycje stały się bardziej rozbudowane, ciekawie zaaranżowane, dojrzałe i oryginalne, a przy tym nadal pełne entuzjazmu. Jednak nawet w tej formule można dostrzec nawiązania do przeszłości, dobrych wzorców rockowych, sentymentów punkowych i przede wszystkim rock and rolla. Na tym etapie muzycy częściowo odrzucili pewne cechy twórczości z wcześniejszych działań, które określali jako neurotyczność w przypadku punków czy depresyjność charakterystyczna dla nowej fali. Jasno zdystansowali się od dziwnych ideologii, a skierowali swoje zainteresowania ku przyjemnościom życia, co określili jako 3 x P czyli piwo, panienki, psycho.
Wyróżniającą się osobowością w formacji jest wokalista Jacek Milczarek, który na scenie potrafił prezentować prawdziwie rock and rollową żywiołowość i porywającą energię, pozytywną, która pozwala rozruszać publiczność, a w razie potrzeby także pozostałych członków zespołu. Także zespół jako całość potrafi rozbujać widownię i rozkręcić wspaniałą zabawę podczas swoich występów. Z tego względu kapela wypracowała sobie opinię bardzo dobrego zespołu koncertowego. 
W niektórych kręgach społecznych kapela uznawana jest za kultową, czy też legendarną. Przy czym grali oni tak dobrze, z perfekcyjnie dopracowanym brzmieniem, że posłuchać tego jak grają przychodzili także inni muzycy zafascynowani zarówno muzyką, jak i jakością gry. Pośród takich osób wymienia się muzyków z De Mono, czy Roberta Materę (Robala), gitarzystę Dezertera. Stan Zvezda to zespół, który na stałe zapisał się w historii polskiej muzyki rockowej oraz rodzimej sceny sajko. Jest jednym z najlepszych zespołów psycho w kraju, jeśli nie najlepszym.

## Ciekawostki
Podczas jednego z koncertów w pierwszym okresie działalności, czy gdy kapela grała jeszcze w stylu ostrego punk rocka, doszło do zadymy, przez którą występ zespołu został zapamiętany. A konflikt wystąpił pomiędzy publicznością, mocną załogą z Warszawy, która przyjechała za zespołem, a kamerzystami. Poszło o sposób nagrywania, ich wejście na scenę, kręcenie materiału filmowego z bliska, także publiczności pod sceną, co się jej nie spodobało, a wręcz uznali, że są traktowani jak „małpy w zoo”. Doszło do krzyków i rękoczynów. Organizatorzy wyłączyli głośniki główne, ale zespół grał dalej przy użyciu wzmacniaczy ze sceny, choć był bardzo słabo słyszany.
Jak wynika z odnalezionych dokumentów dotyczących festiwalu w Jarocinie z 1984 r., cenzorzy po zapoznaniu się z tekstami utworów zespołu Stan Zvezda wpadli w popłoch do tego stopnia, że zabronili kapeli występu, a formalnie po prostu nie zezwolili na zagranie któregokolwiek z przedłożonych do zatwierdzenia utworów. Nie miało to jednak wielkiego przełożenia na muzyków, a kapela i tak wystąpiła.
Już w latach 80. XX wieku, jeden z członków zespołu posiadał komputer (brak informacji o marce i modelu), na którym tworzył swoje pomysły muzyczne. Tą osobą był Wojtek Frączak. Były to niemal całe utwory, które prezentował, a po wyborze tych, które miały iść do realizacji, powstał do nich tekst dośpiewywany później przez Jacka.
Zespół również postrzegany jest jako grupa spoko osób, na luzie. Takie podejście muzycy prezentowali przykładowo podczas przygotowań do koncertu  „Psychobilly Night”, na którym miał wystąpić zespół Mad Heads. Oprócz niego uczestniczyć w koncercie miały polskie kapele: Komenty, Robotix i właśnie Stan Zvezda. Pojawiła się wówczas kwestia kolejności występów, a szczególnie kto ma wystąpić przed gwiazdą wieczoru. Pojawiły się kontrowersje, niesnaski i przepychanki, ale bez udziału grupy Stanu Zvezda, której członkowie podeszli do sprawy całkowicie na luzie, bez jakichkolwiek pretensji o cokolwiek, a ich występ był bardzo udany.